# Парад (фильм)
«Парад» (серб. Parada) — сербская трагикомедия, вышедшая в 2011 году. Режиссёром и автором сценария выступил Срджан Драгоевич. Фильм посвящён ситуации с правами ЛГБТ в Сербии; содержит документальные кадры белградского гей-парада 2010 года. Премьера картины состоялась 31 октября 2011 года.

## Сюжет
Радмило и Мирко — молодая гей-пара. Они каждый день подвергаются насилию со стороны гомофобов. Кроме того, Мирко является гей-активистом, он мечтает организовать гей-парад в Белграде. Это почти «невыполнимая миссия», так как попытка провести данное мероприятие в 2001 году закончилась кровопролитием. Десять лет спустя ситуация не намного лучше — националистические и неонацистские группировки обещают жестоко пресекать подобные акции, в то время как полиция отказывается обеспечивать защиту участников. Тогда организаторы решают обратиться за помощью к криминальным элементам, в том числе к бывалому ветерану югославской войны, лидеру преступной группировки (ныне — охранного агентства). Так как его люди отказываются охранять гей-парад, тот едет по остальным республикам бывшей Югославии, сколачивая команду из своих бывших врагов — хорвата, боснийца и косовара.

## В ролях
| Актёр               | Роль          |
| ------------------- | ------------- |
| Никола Койо         | Лимон         |
| Милош Самолов       | Радмило       |
| Христина Попович    | Бисерка       |
| Горан Навойеч       | Роко          |
| Деян Ачимович       | Халил         |
| Тони Михайловский   | Азем          |
| Наташа Маркович     | Ленка         |
| Младен Андреевич    | Джордже       |
| Реля Попович        | Волк          |
| Радослав Миленкович | Кецман        |
| Мира Ступица        | бабушка Ольги |
| Марко Николич       | Богдан        |
| Горан Евтич         | Мирко         |
| Милан Марич         | Решётка       |

## Награды
Фильм получил призы:
Берлинский кинофестиваль, 2012 год
- Приз зрительских симпатий за лучший художественный фильм (программа «Панорама»)
- Приз экуменического жюри — особое упоминание (программа «Панорама»)
- Приз читателей журнала Зигесзойле